# جون أندرسون (لاعب كرة قدم مواليد 1972)
جون أندرسون (بالإنجليزية: John Anderson)‏ هو لاعب كرة قدم ومدرب كرة قدم بريطاني في مركز الدفاع، ولد في 2 أكتوبر 1972 في غرينوك في المملكة المتحدة. لعب مع نادي بريستول روفيرز ونادي غرينوك مورتون ونادي ليفينغستون وهال سيتي.

## وصلات خارجية
- جون أندرسون (لاعب كرة قدم مواليد 1972) على موقع قاعدة بيانات كرة القدم.إي يو (الإنجليزية)
- جون أندرسون (لاعب كرة قدم مواليد 1972) على موقع Soccerbase.com (لاعب) (الإنجليزية)